# Lake (Wight)
Lake – wieś w Anglii, na wyspie Wight. Leży 11 km na południowy wschód od miasta Newport i 120 km na południowy zachód od Londynu.